# TT Isle of Man: Ride on the Edge
Pour la course de moto appelée Isle of Man TT en anglais, voir Tourist Trophy de l'île de Man.
TT Isle of Man: Ride on the Edge (ou TT Isle of Man) est un jeu de course de moto développé par Kylotonn Games et édité sur PC (Windows), PlayStation 4 et Xbox One par Bigben Interactive, sorti en 2018. Le jeu est basé sur la course Tourist Trophy, une compétition annuelle de 60,72 km organisée sur l'île de Man,,,.

## Accueil
Au Royaume-Uni, c'était le jeu le plus vendu sur XO, et le 3e jeu le plus vendu sur PS4.